# Złotków (stacja kolejowa)
Złotków – dawna wąskotorowa węzłowa stacja kolejowa w Złotkowie, w woj. wielkopolskim, w Polsce. Stacja znajdowała się około 200 metrów na północny zachód od miejscowego PGR-u. Torowisko rozebrano w połowie 2005 roku, w związku z ekspansją odkrywki węgla brunatnego, prowadzonej przez KWB Konin.
Przez Złotków przebiegały dwie wąskotorowe linie kolejowe: Anastazewo – Konin Wąskotorowy, biegnąca od dawnej granicy prusko-rosyjskiej w Anastazewie do Cukrowni Gosławice i Konina oraz Złotków – Biskupie Konińskie, umożliwiającą połączenie Anastazewa z Sompolnem po likwidacji w latach 80. XX wieku części linii Jabłonka Słupecka – Wilczyn.